# Fusarium oxysporum
Fusarium oxysporum és una espècie de fong ascomicet de la família de les Nectriàcies o Nectriaceae. Com és el cas de tots els Fusarium, es troba sempre en forma asexual i el seu teleomorf és desconegut.
Fusarium oxysporum és un complex d'espècies tel·lúriques, ubiques sovint inofensives o fins i tot beneficioses en sòls natius però moltes soques infecten les plantes i produeixen pèrdues econòmiques importants en alguns conreus com ara el bananer, el cotó, la melonera, la tomaquera, el cogombre etc. 

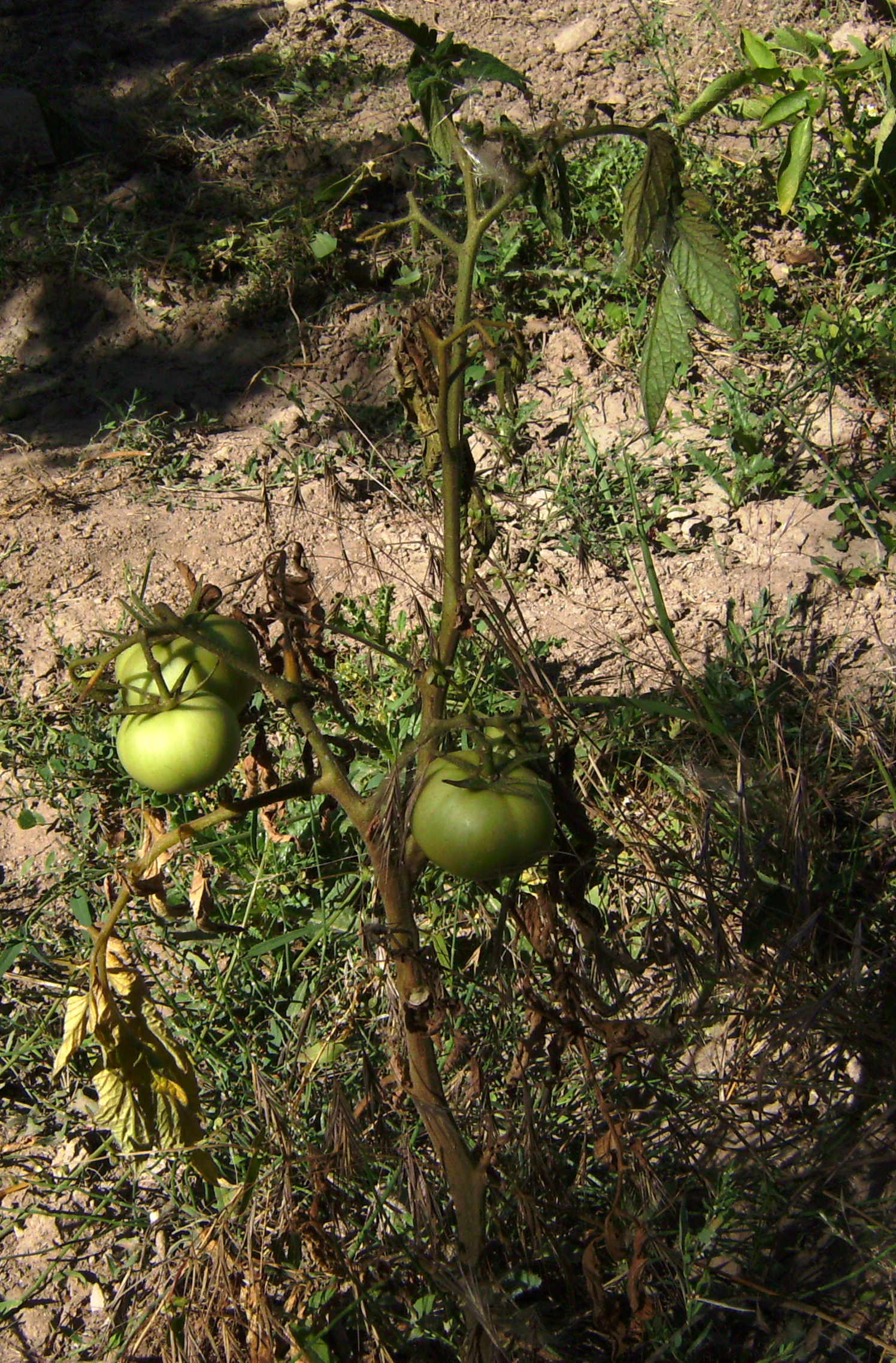
Tomaquera afectada per F. oxysporum amb la tija marronosa i les fulles marcides

Les soques patògenes de F. oxysporum s'han estudiat des de fa més de cent anys i col·lectivament infecten més de cent espècies de plantes hostes i també animals des dels artròpodes als humans,

## Formae speciales(Formes especials)
- Fusarium oxysporum f.sp. albedinis
- Fusarium oxysporum f.sp. asparagi
- Fusarium oxysporum f.sp. batatas
- Fusarium oxysporum f.sp. betae
- Fusarium oxysporum f.sp. cannabis
- Fusarium oxysporum f.sp. cepae
- Fusarium oxysporum f.sp. ciceris
- Fusarium oxysporum f.sp. citri
- Fusarium oxysporum f.sp. coffea
- Fusarium oxysporum f. sp. cucumerinum
- Fusarium oxysporum f.sp. cubense
- Fusarium oxysporum f.sp. cyclaminis
- Fusarium oxysporum f.sp. herbemontis
- Fusarium oxysporum f.sp. dianthi
- Fusarium oxysporum f.sp. lentis
- Fusarium oxysporum f.sp. lini
- Fusarium oxysporum f.sp. lycopersici
- Fusarium oxysporum f.sp. medicaginis
- Fusarium oxysporum f.sp. melonis
- Fusarium oxysporum f.sp. nicotianae
- Fusarium oxysporum f.sp. niveum
- Fusarium oxysporum f.sp. passiflorae
- Fusarium oxysporum f.sp. phaseoli
- Fusarium oxysporum f.sp. pisi
- Fusarium oxysporum f.sp. radicis-lycopersici
- Fusarium oxysporum f.sp. ricini
- Fusarium oxysporum f.sp. strigae
- Fusarium oxysporum f.sp. tuberosi
- Fusarium oxysporum f.sp. tulipae
- Fusarium oxysporum f.sp. vasinfectum

## Patents deFusarium oxysporum
Hi ha moltes patents que descriuen tractaments efectius de Fusarium oxysporum.
- US 5,614,188: dos soques de Bacillus per combatre Fusarium en el sòl.
- US 2004/136964 A1: Trichoderma asperellum.
- US 4,714,614: una soca de Pseudomonas putida en combinació amb ferro quelatat.